# Titanoeca brunnea
Espèce
Titanoeca brunnea est une espèce d'araignées aranéomorphes de la famille des Titanoecidae.

## Distribution
Cette espèce se rencontre dans l'Est des États-Unis et au Canada en Ontario.

## Publication originale
- Emerton, 1888 : New England spiders of the family Ciniflonidae. Transactions of the Connecticut Academy of Arts and Sciences, vol. 7 p. 443-458 (texte intégral).